# Babinski-Nageotte-Syndrom
Das Babinski-Nageotte-Syndrom, seltener kurz Babinski-Syndrom genannt, ist ein alternierendes Hirnstammsyndrom. Es tritt bei Schädigung der dorsolateralen, das heißt der hinteren seitlichen Medulla oblongata (verlängertes Mark) auf. Es wird daher auch als alternierendes Medulla-oblongata-Syndrom bezeichnet.
Es ist ein alternierendes (v. lat. wechselnd, beidseitig unterschiedlich) Syndrom, da es sowohl zu neurologischen Ausfällen gekreuzter als auch ungekreuzter Nervenfasern oder Bahnen kommt. Anders ausgedrückt manifestieren sich die neurologischen Ausfälle, bezogen auf die Lage der Schädigung, auf der gleichen (homo-, ipsilateralen) oder der gegenüberliegenden (kontralateralen) Seite des Körpers. Beim Babinski-Nageotte-Syndrom kommt es auf der ipsilateralen Seite zu einer zerebellären Ataxie und einem Horner-Syndrom, auf der kontralateralen Seite dagegen zu verminderten Sensibilität und einer Lähmung (Hemihypästhesie und Hemiparese).
Das Babinski-Nageotte-Syndrom wurde nach dem französisch-polnischen Neurologen Joseph Babinski und dem französischen Anatom Jean Nageotte benannt, die 1902 eine Beschreibung des Krankheitsbilds in zwei Arbeiten veröffentlichten.